# Obloii, Hola Prîstan
Obloii (în ucraineană Облої) este un sat în comuna Zburiivka din raionul Hola Prîstan, regiunea Herson, Ucraina.

## Demografie
Componența lingvistică a localității Obloii
     Ucraineană (78,02%)
     Rusă (6,04%)
Conform recensământului din 2001, majoritatea populației localității Obloii era vorbitoare de ucraineană (78,02%), existând în minoritate și vorbitori de rusă (6,04%).